# Dorián Ilona
Dorián Ilona (Kolozsvár, 1927. szeptember 14. – Kolozsvár, 2001. augusztus 26.) magyar színésznő. Művészete a háború utáni időszak egyik kiemelkedő színésznőjévé avatta. Kitűnő rögtönöző képességgel rendelkezett, alakításait mindig fel tudta ruházni egy-egy olyan vonással, amely együttérzést, megbocsátást vagy rosszallást váltott ki az emberekből.

## Életpályája
Egy évig együtt járt Bara Margittal és Orosz Lujzával a kolozsvári Nemzeti Színházban működő színiiskolába. A második világháború után Budapesten is elvégzett egy évet a Szini Akadémián. Először Kolozsváron lépett fel 1944-ben a Dandin Györgyben (Claudine-t játszotta). Kezdetben főleg operettekben és vígjátékokban szerepelt.
1984-ig, nyugdíjazásáig a Kolozsvári Állami Magyar Színház művésznője volt. Nyugdíjazása után visszavonultan élt.

## Díjai, elismerései
- 1964-ben érdemes művész kitüntetést is kapott.
- 1993-ban Poór Lili-díjjal tüntették ki,
- Ugyanabban az évben a Kolozsvári Állami Magyar Színház örökös tagjává választotta.

## Főbb szerepei
- Abigail (Scribe: Egy pohár víz)
- Dorine (Molière: Tartuffe)
- Rosaura (Goldoni: A furfangos özvegy)
- Ilma (Vörösmarty Mihály: Csongor és Tünde)
- Júlia (Shakespeare: Rómeó és Júlia)
- Irina, Natasa (Csehov: Három nővér)
- Rozika (Móricz Zsigmond: Úri muri)
- Polly (Brecht–Weill: Koldusopera)
- Stella (Williams: A vágy villamosa)
- Játszott a  Szindbád című magyar filmben is.